# Trinity The Tuck
Ryan Taylor (Birmingham; 10 de diciembre de 1984) conocido como Trinity The Tuck, es una drag queen estadounidense reconocida además por participar en la novena temporada de RuPaul's Drag Race y ser ganadora de la cuarta temporada RuPaul's Drag Race: All Stars.
Trinity fue conocida anteriormente como Trinity "the Tuck" Taylor, pero a partir del debut de la cuarta temporada de RuPaul's Drag Race: All Stars, se la conoce como Trinity the Tuck.
También ha aparecido en el videoclip You need to calm down de Taylor Swift así como en la performance de esta canción en los Video Music Awards de 2019.

## Vida personal
Desde mediados de 2017, Taylor vive en Orlando, Florida junto con su novio y cinco perros. Se sometió a una cirugía plástica, que incluye pinchar sus orejas y una rinoplastia por el doctor Michael Salzhauer.

## Televisión
| Año     | Título                                     | Rol         | Posición |
| ------- | ------------------------------------------ | ----------- | -------- |
| 2017    | RuPaul's Drag Race (Temporada 9)           | Concursante | 4°       |
| 2018–19 | RuPaul's Drag Race All Stars (Temporada 4) | Concursante | Ganadora |
| 2020    | AJ and the Queen                           | Danielle    |          |

| Predecesora: Trixie Mattel | Ganadora de RuPaul's Drag Race: All Stars 2019 Junto a Monét X Change | Sucesora: Shea Couleé |